# Pétrel de Juan Fernandez
Pterodroma externa
Espèce
Statut de conservation UICN

 VU D2 : Vulnérable
Le Pétrel de Juan Fernandez (Pterodroma externa) est une espèce d'oiseaux de la famille des Procellariidae.

## Répartition
Cet oiseau est endémique de l'île Alejandro Selkirk, au large du Chili.